# Telluride
Telluride je městečko v okrese San Miguel na jihozápadě státu Colorado v USA. Je správním a také nejlidnatějším sídlem okresu. Vzniklo jako bývalý těžební tábor na břehu řeky San Miguel v pohoří San Juan na západě státu. První nárok na těžbu zlata byl vznesen v horách nad Telluride v roce 1875 a následovalo brzké osídlení území dnešního Telluride. Město bylo založeno v roce 1878 pod původním názvem Columbia, avšak kvůli záměně se stejnojmenným kalifornským městem bylo v roce 1887 přejmenováno na Telluride. Název byl zvolen kvůli telluridovým minerálům, které byly nalezeny v jiných částech Colorada, i když nikdy poblíž Telluride. Místní doly však po několik let poskytovaly zinek, olovo, měď, stříbro a další drahé kovy.
Telluride leží v soutěsce obklopené strmými zalesněnými horami a útesy. Na vrcholu kaňonu dominují vodopády Bridal Veil Falls. Na svazích jsou roztroušeny zvětralé ruiny starých dolů. Město je propojeno bezplatnou lanovkou s městečkem Mountain Village, které se nachází na úpatí lyžařského střediska.
Telluride a jeho okolí mají významné místo v populární kultuře a byly předmětem několika oblíbených písní. Město je známé zejména svými lyžařskými areály a sjezdovkami v zimě, ale také po celý rok díky bohatému programu letních festivalů. Mezi nimi patří festival horkovzdušných balónů, který tradičně probíhá první víkend v červnu. Telluride si tak udržuje svou atraktivitu jako turistická destinace nabízející rekreační možnosti v každém ročním období.
Historický okrsek Telluride, který zahrnuje významnou část města, je zapsán v Národním registru historických míst a zároveň patří mezi 20 národních historických památek státu Colorado. Podle sčítání lidu Spojených států z roku 2020 žilo v Telluride celkem 2 607 obyvatel.

## Cestovní ruch
S výjimkou lyžařských vleků poskytuje Telluride celoroční rekreační aktivity, např. horskou cyklistiku, pěší turistiku, rafting, prohlídky památek a mnoho dalšího.
Cestovní ruch v regionu aktivně podporuje Telluride Tourism Board.

## Galerie

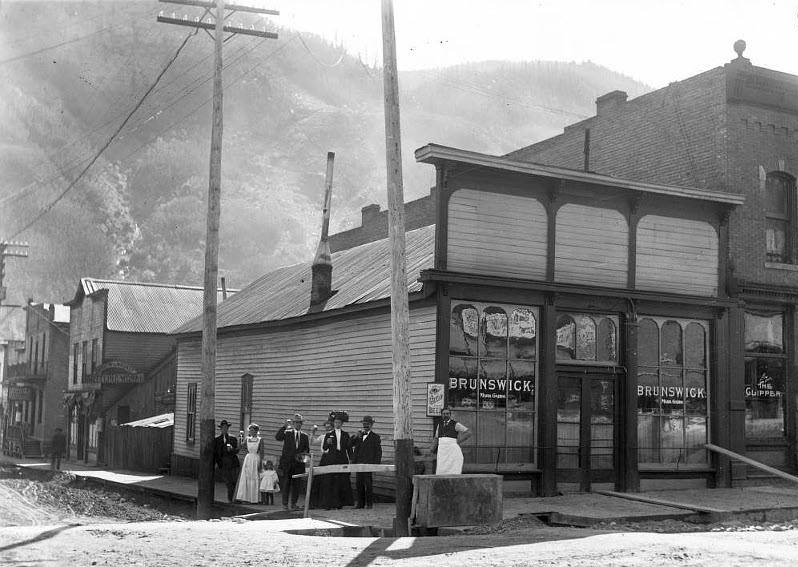
Brunswick Saloon, kolem roku 1900
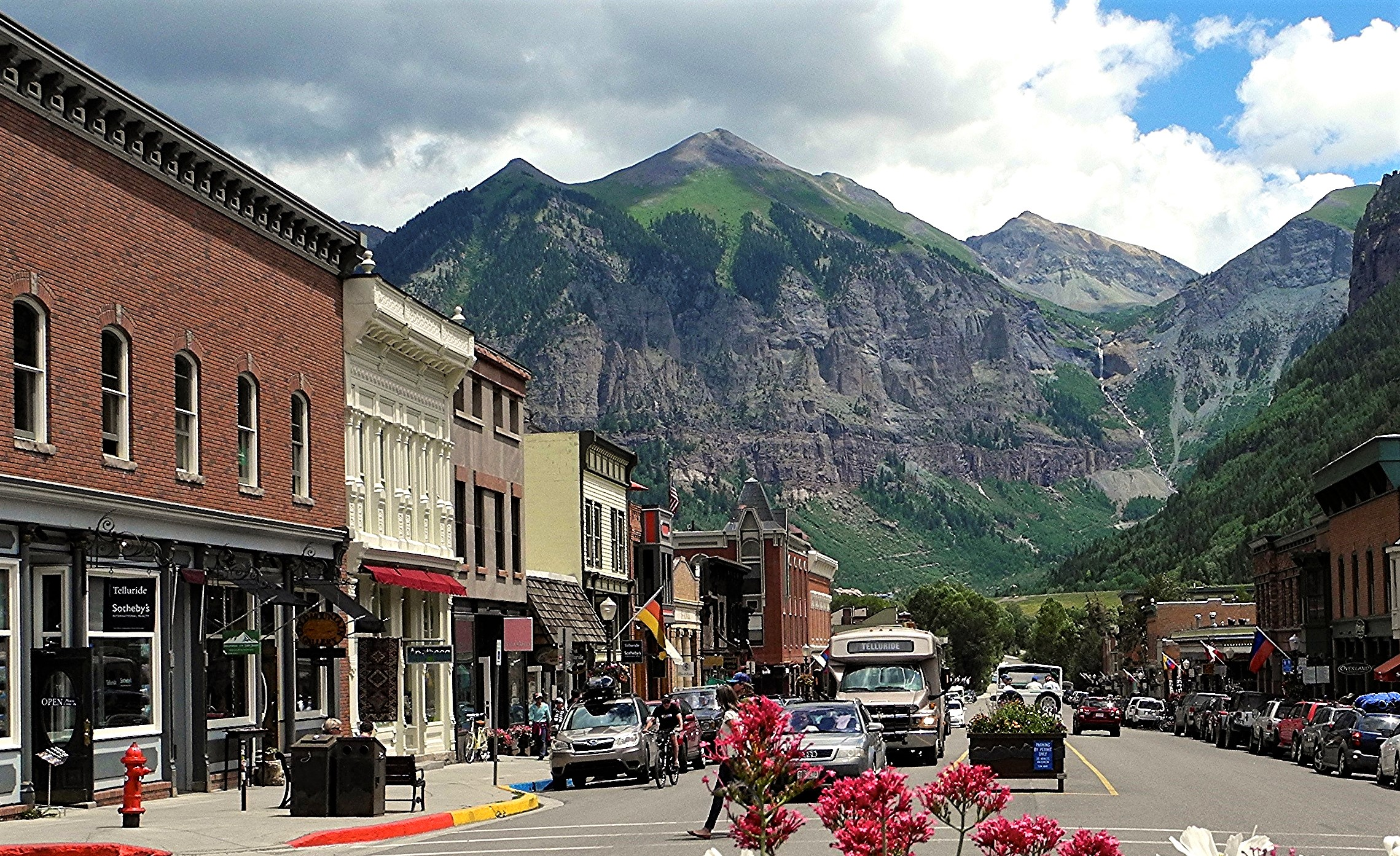
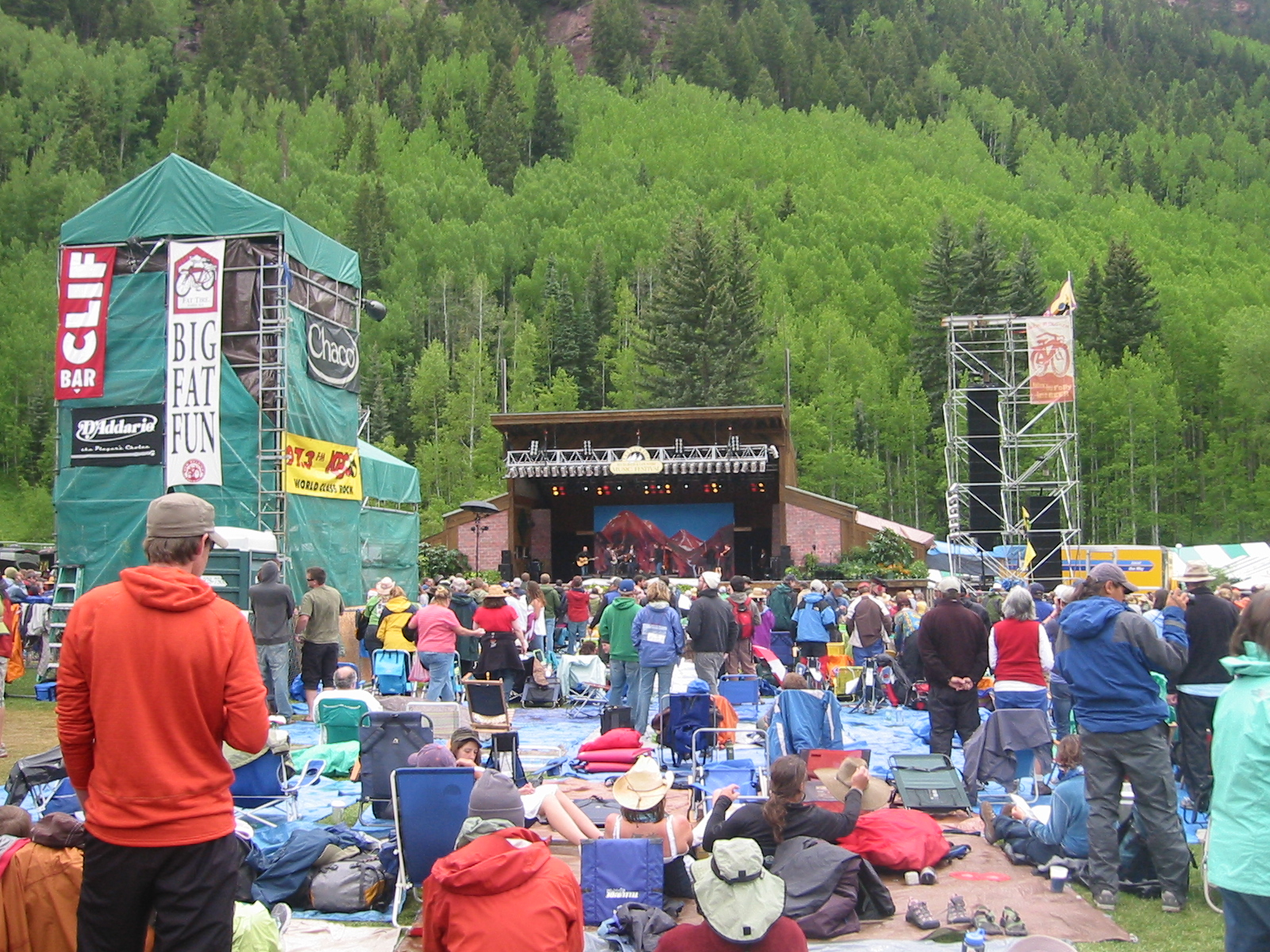
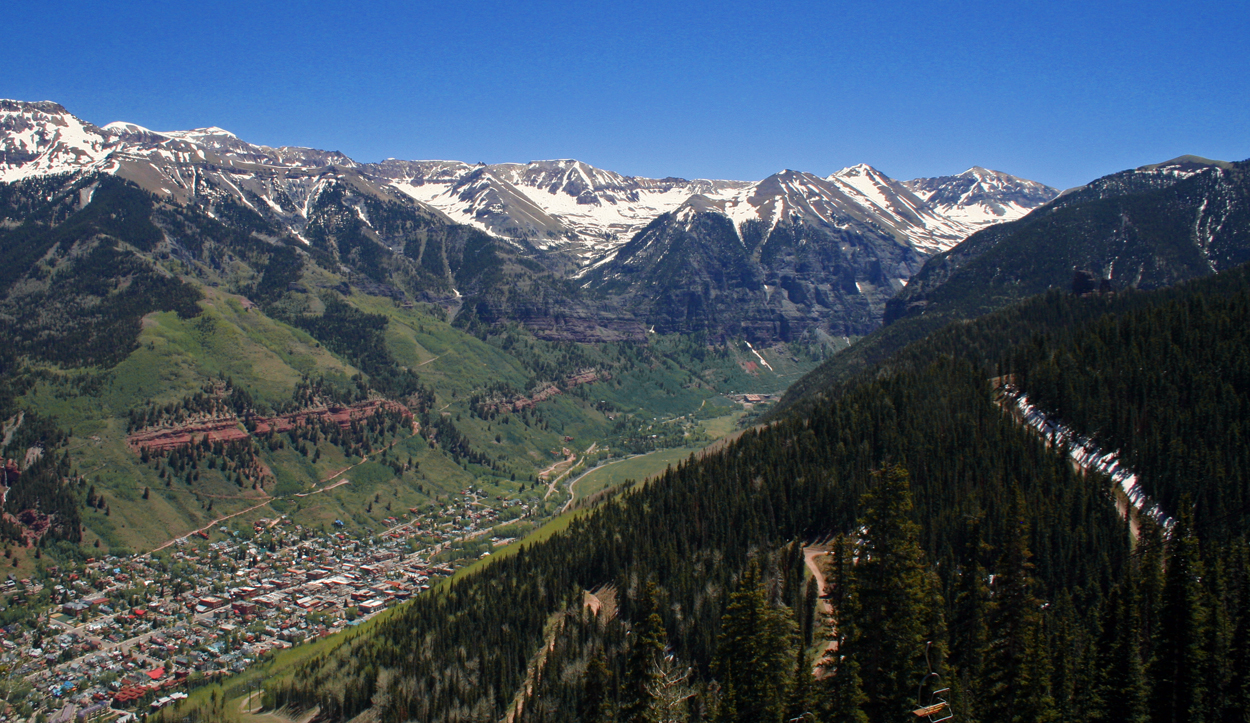
Telluride z lanovky